# Pojezierze Iławskie
Pojezierze Iławskie (314.9) – makroregion geograficzny w północno-wschodniej Polsce. Leży między Wisłą, Osą, Drwęcą i Pasłęką. Powierzchnia – około 4230 km². 

## Środowisko przyrodnicze
Obszar rzeźby młodoglacjalnej z licznymi wzgórzami i jeziorami. Liczne kanały tworzą rzadko spotykany system pochylni. Region rolniczy. Rozwinięta turystyka wodna. W środkowej części Pojezierza leży Park Krajobrazowy Pojezierza Iławskiego, który swoim zasięgiem obejmuje jezioro Jeziorak i lasy Iławskie leżące na zachód od Jezioraka. Siedziba Parku Krajobrazowego znajduje się we wsi Jerzwałd w gminie Zalewo nad Jeziorakiem. 

## Podział na mezoregiony
W nowej regionalizacji fizycznogeograficznej Polski z 2018 roku z Pojezierza Iławskiego wyodrębniono następujące mezoregiony:
- Pojezierze Dzierzgońsko-Morąskie
- Pojezierze Łasińskie
- Równina Iławska

## Pojezierze Iławskie aMazury Zachodnie
Pojezierze Iławskie, niekiedy wraz z Garbem Lubawskim tworzy region turystyczny mylnie nazywany Mazurami Zachodnimi lub Małymi Mazurami. Ta nazwa została ukuta głównie po to, aby podkreślać polski charakter tych ziem i była silnie eksploatowana przez propagandę PRL. Nie znajduje jednak uzasadnienia w uwarunkowaniach geograficznych, historycznych czy etnokulturowych. 
Większa część Pojezierza Iławskiego wchodzi w skład krainy historycznej nazywanej Prusami Górnymi (niem. Oberland). Pozostałością po tej nazwie jest niemieckie określenie Kanału Elbląskiego, sztandarowej atrakcji turystycznej Pojezierza – Oberländischer Kanal.